# Insulivitrina reticulata
Insulivitrina reticulata é uma espécie de gastrópode  da família Vitrinidae.
É endémica de Espanha.